# Stazione di Lo Zucco-Montelepre
La stazione di Zucco-Montelepre era una fermata ferroviaria a servizio del comune di Montelepre e della località di Lo Zucco, località agricola facente parte del comune di Carini, situata fra i comuni di Montelepre, Giardinello, Terrasini e Partinico.

## Storia
La stazione è stata costruita nel XIX secolo per volontà del duca Henry D'Aumale per servire le sue terre.

## Strutture e impianti
La stazione oggi abbandonata si trova al km 43+933 della linea ferroviaria Palermo-Trapani ed era dotata di un solo binario di corsa.

## Movimento
La stazione è servita sia per il trasporto passeggeri, che per quello di bestiame e dei prodotti coltivati nel territorio di Giardinello, Montelepre, delle contrade Daina Sturi di Carini, Paterna, Paternella e Zucco di Terrasini e del vicino Borgo Parrini di Partinico.
Per la rivalutazione della stazione è nato un comitato, che da tempo ne sollecita il recupero e la ristrutturazione, al fine di una definitiva riapertura almeno nel periodo caldo quando le ville della zona sono adibite a residenze estive.